# Hydraena quadrata
Hydraena quadrata är en skalbaggsart som först beskrevs av Emile Janssens 1980.  Hydraena quadrata ingår i släktet Hydraena och familjen vattenbrynsbaggar. Inga underarter finns listade i Catalogue of Life.